# Hiroshige Yanagimoto
Hiroshige Yanagimoto (jap. 柳本啓成 Yanagimoto Hiroshige; ur. 15 października 1972 w Higashiōsace) – japoński piłkarz, reprezentant kraju grający na pozycji obrońcy.

## Kariera klubowa
Hiroshige Yanagimoto zawodową karierę piłkarską rozpoczął w 1991 roku w klubie Mazda SC, który w 1992 zmienił nazwę na Sanfrecce Hiroszima. W latach 1999–2006 występował w klubach z Osaki: Gambie i Cerezo. W J. League rozegrał 320 meczów, w których strzelił 4 bramki.

## Kariera reprezentacyjna
Yanagimoto występował w reprezentacji Japonii w latach 1995-1997. W 1995 roku uczestniczył w drugiej edycji Pucharu Konfederacji. Na turnieju w Arabii Saudyjskiej wystąpił w meczu z Argentyną. W 1996 uczestniczył w Pucharze Azji, który Japonia zakończyła w ćwierćfinale. Na turnieju rozgrywanym w Zjednoczonych Emiratach Arabskich wystąpił w czterech meczach z Syrią, Uzbekistanem, Chinami oraz w ćwierćfinale z Kuwejtem. W 1997 uczestniczył w eliminacjach Mistrzostw Świata 1998, które zakończyły się historycznym awansem na Mundial. W sumie w reprezentacji wystąpił w 78 spotkaniach, w których strzelił 2 bramki.

## Statystyki
| Reprezentacja Japonii | Reprezentacja Japonii | Reprezentacja Japonii |
| Rok                   | Mecze                 | Gole                  |
| --------------------- | --------------------- | --------------------- |
| 1995                  | 12                    | 0                     |
| 1996                  | 13                    | 0                     |
| 1997                  | 5                     | 0                     |
| Razem                 | 30                    | 0                     |